# Segmentação de mercado

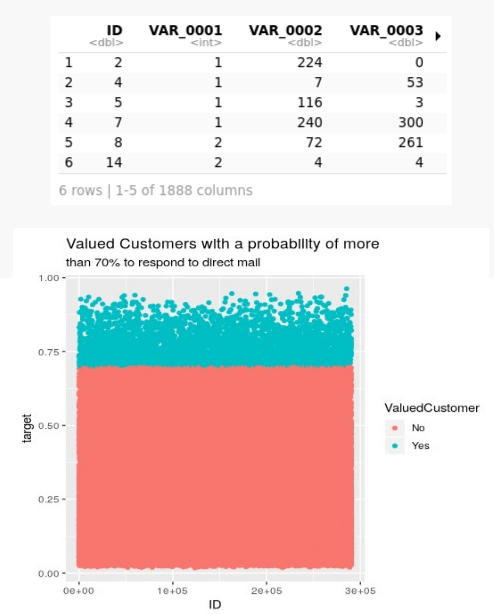
Gráfico que corresponde a porcentagem de clientes propensos a responder um e-mail.

A segmentação de mercado consiste em identificar num mercado
heterogéneo um determinado grupo de indivíduos, com respostas e preferências semelhantes
de produtos. Isto deve ser observado como um poderoso instrumento que auxiliará
departamentos de marketing e de design, no intuito de apresentar propostas que atendam
aos desejos deste público-alvo. Esta deve ser a base que suporta toda a estratégia de marketing
de um produto.
Segmentar o mercado é o resultado da divisão de um mercado em pequenos grupos. Este processo é derivado do reconhecimento de que o mercado total representa o conjunto de grupos com características distintas, que são chamados segmentos.
Em função das semelhanças dos consumidores que compõem cada segmento, eles tendem a responder de forma similar a uma determinada estratégia de marketing. Isto é, tendem a ter sentimentos e percepções semelhantes sobre um rol de marketing, composto para um determinado produto.
O processo de segmentação comporta 4 etapas:
1. Escolha dos critérios de segmentação
a.Critérios demográficos, geográficos, sociais e econômicos.
b.Critérios de personalidade e de estilo de vida.
c.Critérios de comportamento face ao produto (Segmentação em função do estatuto do consumidor e da sua fidelização; Segmentação face ao processo de decisão; Segmentação em função das quantidades adquiridas; Segmentação em função da sua rentabilidade; Segmentação em função das situações ou eventos; Segmentação em função dos hábitos de utilização;
d. Critérios de atitudes psicológicas relativamente ao produto;
e. Segmentação multicritérios
2. Descrição das características de cada segmento
3. Escolha de um ou mais segmentos:
- Dimensão dos diferentes segmentos
- Permeabilidade do segmento a novos concorrentes
- Recursos da empresa
4. Definição da política de marketing para cada segmento selecionado

## Micro-Segmentação: Critérios
O objetivo da micro-segmentação é analisar a diversidade das necessidades dos diferentes grupos de compradores no interior dos produtos-mercado identificados pela análise da macro-segmentação. O objetivo da micro-segmentação é identificar grupos de compradores que procuram o mesmo conjunto de atributos, segundo os seguintes critérios:

### Geográfica
Localização do público alvo em um país, estado, cidade, região, microrregião, densidade, etc., onde o mercado é dividido em unidades territoriais, como cidades, conselhos, regiões, bairros, etc. Esta é uma forma muito comum de trabalhar: as grandes empresas que têm forças de vendas, normalmente distribuem regiões específicas a cada um dos vendedores, independentemente de combinarem este critério com outro. Ainda em termos geográficos, é possível fazer segmentação por zonas climáticas, proximidade ou afastamento do mar, tipo de relevo, e também analisa se a vida de pessoa é boa.

### Demográfica
Envolve dividir o mercado com base em características da população. Este critério segmenta os consumidores de acordo com variáveis como idade, rendimento, sexo, tamanho da família, religião, escolaridade, ocupação, etc. O exemplo das fraldas descartáveis é interessante, pois coloca em evidência a criação de oportunidades de negócio através da segmentação. Encontramos atualmente no mercado fraldas para menino ou menina (critério género), para diferentes fases de crescimento (critério idade) e para diferentes preços (critério rendimento).

### Psicográfica
Diz respeito ao comportamento, estilo de vida, personalidade: extrovertido, conservador, impulsivo, tímido, rude, etc.
A classe social exerce uma profunda influência nas decisões de consumo relativamente a automóveis, vestuário, móveis, lazer, práticas culturais, frequência de lojas e outros locais, etc.
O estilo de vida tem a ver com o modo distintivo e característico de fazer as suas escolhas. Os fabricantes de automóveis preocupam-se já com este tipo de segmentação e procuram ter na sua carteira de produtos, quer modelos que privilegiam a segurança e o conforto, quer modelos para quem gosta da vida desportiva e de ar livre, nos quais o conforto e a segurança são vistos de forma completamente diferente, quer ainda os modelos que permitem elevadas performances para os amantes das velocidades.
Quanto à personalidade,não existem diferenças substanciais entre os consumidores, por exemplo, no que diz respeito às inovações: os menos conservadores mostram-se relutantes em recusar produtos inovadores, enquanto outros são mais receptivos a tudo o que seja inovador. Reconhecendo este fato, muitas empresas quando lançam um produto inovador, dirigem os seus esforços de comunicação para aqueles que apresentam uma predisposição natural para as inovações, procurando seduzir a sua própria natureza.

### Comportamental
Classifica as pessoas de acordo com sua disposição para comprar, motivação e atitude. É um critério de segmentação que têm a ver com o comportamento do consumidor perante o produto:
- Ocasião de compra: é muito comum estabelecer-se uma distinção entre as chamadas viagens de trabalho e viagens de lazer, pois o comportamento é obviamente diferente: pois quem viaja em trabalho privilegia nas suas escolhas de, por exemplo, uma  companhia aérea que lhe proporcione uma minimização da perda de tempo em viagem, enquanto quem viaja em lazer irá certamente privilegiar o preço, não se preocupando tanto com as eventuais escalas que seja obrigado a fazer.

- Benefícios procurados: para um mesmo produto as motivações de compra dos consumidores podem apresentar muitas diferenças; por exemplo, na compra de uma pasta de dente, pode haver quem procure o tratamento das gengivas, ou o branqueamento, ou o sabor, ou ainda o preço baixo. Estas diferentes motivações podem dar lugar à criação de produtos especificamente destinados ao grupo que apresenta cada uma destas preocupações e eventualmente, até a combinação de algumas delas.

- Utilização: O volume ou taxa de utilização pode ser um critério que dê origem à identificação de grupos de clientes específicos; é muito normal, sobretudo nos negócios entre empresas (B2B), que os clientes com maior volume de compra beneficiem de condições especiais. Tornou-se igualmente muito comum o “prémio de fidelidade” para consumidores individuais, incluindo até a emissão de “cartões de fidelidade”, alguns deles personalizados.

- Atitudes: relativamente a um produto existem sempre atitudes diferentes por parte dos potenciais consumidores; assim, existem aqueles que desconhecem o produto, aqueles que apenas conhecem a sua existência, outros que já estão bem informados mas a quem o produto não interessa e os que estão bem informados e a quem o produto interessa, e ainda aqueles que estão desejosos de o adquirir num futuro próximo. Todas estas atitudes podem dar origem a programas de marketing específicos. E uma extensão das informações, transações, habilidades, facilidade com que as firmas entram e saem do mercado.

## Características a que deve obedecer um bom Segmento de Mercado
Segmentado o mercado, interessa saber se todos os segmentos são vantajosos para a empresa; então há que escolher os mais atractivos – os que melhor se ajustam à empresa e ao produto. Assim, deve obedecer às seguintes características:
- Homogeneidade: o segmento deve ter um conjunto de características que são comuns a todos os elementos que o compõem. Se o segmento de mercado for homogéneo, possibilitará, apenas uma forma única de actuação da empresa perante ele.

- Mensurabilidade: devem existir dados estatísticos sobre o segmento de mercado (EX: recorrer a estudos de mercado)

- Acessibilidade: o segmento deve ser utilizado de modo prático, escolhendo os canais de comunicação e distribuição que permitem atingi-lo da melhor forma.

- Substancialidade: o segmento deve ter uma dimensão tal que proporcione uma exploração rentável. Note-se que pode ser admissível ter um segmento de mercado com apenas um consumidor, se este tem necessidades específicas (ex: indústria aeronáutica,etc)

## Identificação dos Segmentos-Alvo
Sempre que se segmenta o mercado é-se confrontado com a necessidade de avaliar os diferentes segmentos identificados. São 3 os factores de avaliação principais:
- Dimensão e crescimento do segmento: a dimensão do segmento tem de estar de acordo com a dimensão da empresa; assim, uma grande empresa pode operar à escala nacional e internacional, enquanto uma PME tem de se limitar à dimensão da sua escala de valores; naturalmente que, em termos de resultados líquidos, ambas as situações podem vir a ser altamente compensadoras. Pode haver segmentos que possuam uma dimensão demasiado grande  e tenham de ser, por essa razão, não considerados; inversamente, um segmento pode ter uma dimensão demasiado pequena para que valha a pena trabalha-lo e não ser assim considerado interessante. Quando um segmento está em crescimento a empresa tem que tomar esse facto em consideração e perceber se tem ou não capacidade de dar resposta a esse crescimento. Quando um mercado está no início do seu ciclo de vida, normalmente, a segmentação é ainda bastante incipiente e apenas à medida que o mercado vai evoluindo a segmentação vai sendo mais apurada.

- Grau de atractividade dos segmentos: torna-se também necessário analisar o grau de atractividade dos segmentos identificados. Exemplos:

- Segmentos onde existia uma concorrência muito forte podem ser de pouco interesse, visto que exigiriam, certamente, um investimento muito grande;
- Segmentos onde as barreiras à entrada sejam pouco relevantes, perdem muito do seu interesse, pois a curto ou médio prazos a empresa ver-se-á confrontada com concorrência directa.
- Segmentos de mercado onde existam produtos substitutos em abundância são também pouco interessantes, ainda que possam ter uma dimensão e crescimentos razoáveis. O segmento dos jovens para produtos de lazer é um segmento difícil, dado que os jovens têm muitos centros de interesse, todos eles a funcionar como produtos substitutos uns dos outros.
- Outro factor de análise diz respeito ao poder de negociação dos clientes; segmentos de mercado nos quais clientes possuam fraco poder de negociação directa são mais atractivos. As grandes empresas, os organismos públicos ou as grandes centrais de distribuição são clientes com elevado poder negocial e para os trabalhar torna-se necessário possuir uma estrutura capaz de enfrentar esse poder de negociação.
- Finalmente, um ponto a levar também em consideração diz respeito ao poder negocial dos fornecedores e à sua fiabilidade; para tomar a decisão de servir um segmento torna-se necessário avaliar os fornecedores necessários para tal. Por exemplo, um supermercado decide trabalhar o segmento dos apreciadores de vinhos e investir num alargamento em largura e profundidade do seu sortido. Terá, para isso, de garantir a sua relação com os fornecedores, para que o stock não apresente rupturas nem grandes variações de preços.

- Objectivos e recursos da empresa: mesmo que um segmento  seja atractivo pela sua dimensão, é ainda necessário avaliar os objectivos e os recursos que a empresa possui. Pode acontecer que certos segmentos tenham de ser abandonados, não porque sejam intrinsecamente maus, mas porque não correspondem aos objectivos da empresa. Também pode acontecer que, embora correspondam aos objectivos, não estejam de acordo com os recursos e competências da empresa.

## Qual a vantagem da Segmentação?
Permite racionalizar os meios para atingir um dado segmento de produto ajustando-o aos preços/custos de distribuição e comunicação, com vista a atingir o equilíbrio.
- Permite uma especialização da empresa jogando com as variáveis estratégicas – preço, produto, distribuição e comunicação  - evitando desperdícios.
- O mercado é heterogéneo e por isso convém proceder à sua segmentação. Assim, as atitudes face a estes segmentos podem ser diferentes.

## Estratégias face à Segmentação
Então, podemos definir as seguintes estratégias face à segmentação:
1. Estratégia de Marketing Indiferenciado
Este tipo de estratégia é caracterizado por:
- Um único produto para todos os segmentos;
- Uma única forma de distribuição;
- Uma única forma de comunicação;
- Uma única embalagem.

2. Estratégia de Marketing Diferenciado
Reconhece os segmentos que contemplam:
- Os diferentes produtos;
- As diferentes formas de distribuição;
- As diferentes formas de comunicação;
- As diferentes embalagens.

3. Estratégia de Marketing Concentrado
Perante os diferentes segmentos, a empresa opta por abdicar de uma pequena posição num grande mercado, a favor de uma grande posição num pequeno mercado. (Exemplo: no sector da construção civil, as empresas concorriam para todo o tipo de serviços; agora decidiram especializar-se num determinado segmento).
Atualização de Posicionamento / Reposicionamento
1. Laddering = aprofundamento do significado da marca para tirar proveito de seus valores
2. Reação = resposta a desafios competitivos que ameaçam o posicionamento existente

## Razões da Segmentação
Independentemente do público alvo que queremos atingir, este nunca é homogéneo. É composto por milhares ou mesmo milhões de indivíduos, com hábitos, gostos e exigências diferentes uns dos outros. Esta situação exige do marketing metodologias para uma atuação eficaz junto ao público alvo.

### Marketing de massas
Consiste em ignorar as diferenças existentes entre os consumidores, direccionando a ação para o conceito de consumidor médio, procurando uma política indiferenciada. Consiste em oferecer o mesmo produto, ao mesmo preço, com a mesma promessa e nos mesmos locais a todos os consumidores.

### Marketing one-to-one
Toma em consideração as particularidades de cada indivíduo que compõe o mercado, direcionando a sua ação para uma atuação por medida.

### Marketing segmentado
Consiste em dividir o mercado num número reduzido de subconjuntos, denominados segmentos, devendo cada segmento ser suficientemente homogêneo a nível de comportamentos, motivações, necessidades, etc. Os segmentos devem ser suficientemente diferentes uns dos outros de forma a justificarem a adoção de políticas de marketing distintas.

### Marketing concentrado ou Marketing de Nichos
Designa as estratégias de segmentação concentradas num único segmento. Ao contrário do marketing de massas, que não faz distinção entre os consumidores, e do marketing segmentado, que adopta politicas diferentes por segmento, o marketing concentrado escolhe um segmento e especializa-se no mesmo.

## Referência
LINDON D., LENDREVIE J., LÉVY J., DIONÍSIO P., RODRIGUES J., Mercator XXI, Teoria e prática do Marketing, 12.ª edição, Dom Quixote, Lisboa, 2009